# Список глав государств в 1359 году
Список глав государств в 1358 году — 1359 год — Список глав государств в 1360 году — Список глав государств по годам

## Азия
- Ак-Коюнлу — Тур Али Пахлван, бей (1340 — 1360)
- Анатолийские бейлики —
  - Айдыногуллары — Хызыр, бей (1348 — 1360)
  - Артукиды — Салих Шамс ад-дин, эмир Мардина (1312 — 1364)
  - Гермиян — Мухаммад-бег, бей (1330 — 1360)
  - Зулькадар — Халил Чарс ад-дин, бей (1353 — 1386)
  - Инанчогуллары — Мурад Арслан, бей (1335 — 1362)
  - Исфендиярогуллары — Адил-бей, бей (1346 — 1361)
  - Караманиды — Сайфеддин Сулейман, бейлербей (1356 — 1361)
  - Карасы — Сулайман, бей (1351 — 1361)
  - Ментеше — Муса, бей (1354 — 1375)
  - Османская империя — 
    - Орхан I, улубей (1326 — 1359)
    - Мурад I, султан (1359 — 1389)

  - Рамазаногуллары (Рамаданиды) — Фахрдин Илиас, бей (1352 — 1378)
  - Саруханогуллары — Фахрдин Илиас, бей (1346 — 1362)
  - Хамидиды — Илиас, бей (1358 — 1375)
  - Эретна — Мухаммад Гийас ад-Дин, бей (1352 — 1366)
- Грузинское царство — Давид IX, царь (1346 — 1360)
  - Самцхе-Саатабаго — Кваркваре I, атабег (1334 — 1361)
- Дайвьет — Чан Зу Тонг, император[англ.] (1341 — 1369)
- Индия —
  - Амбер (Джайпур) — Джанси Рао, раджа[кат.] (1317 — 1366)
  - Ахом — Сукхрангпха, махараджа[англ.] (1332 — 1364)
  - Бахманийский султанат — Мухаммад-шах I, султан (1358 — 1375)
  - Бенгальский султанат — Сикандар Шах I, султан (1358 — 1390)
  - Бхавнагар — Дангаржи Мохдажи, раджа (1347 — 1370)
  - Венад[англ.] — Керала Варма Тирувади, махараджа[англ.] (1342 — 1363)
  - Виджаянагарская империя — Букка Райя I, махараджадхираджа (1356 — 1377)
  - Восточные Ганги[англ.] — Бхану Дева III, царь[англ.] (1352 — 1378)
  - Делийский султанат — Фируз-шах, султан (1351 — 1388)
  - Дунгарпур — Дангар Сингх, раджа (1331 — 1363)
  - Камата — Индра Нараян, махараджа (1350 — 1365)
  - Качари — Бичарпатипха (Пракаш), царь (ок. 1336 — ок. 1386)
  - Кашмир — Ших-уд-Дин, султан (1354 — 1373)
  - Мадурайский султанат — Фахр ад-Дин Мубарак, султан (1358 — 1368)
  - Манипур — 
    - Тонаба, раджа[англ.] (1355 — 1359)
    - Табунгба, раджа[англ.] (1359 — 1394)

  - Марвар (Джодхпур) — Канха Дем, раджа (1357 — 1374)
  - Мевар — Хамир Сингх I, махараджа (1326 — 1364)
  - Редди[англ.] — Анавота, раджа[кат.] (1335 — 1364)
  - Синд — Банхбинан, джем (султан)[англ.] (1352 — 1367)
  - Сирохи — 
    - Самант Сингх, раджа (1343 — ?)
    - Салкха, раджа (? — 1374)
- Индонезия —
  - Маджапахит — Хаям Вурук, раджасанагра (1350 — 1389)
  - Пасай — Зайнал Абидин I, султан (1349 — 1406)
  - Сунда — Мангкубуми Сурадипати, махараджа (1357 — 1371)
  - Тернате — 
    - Мамоли, султан (1357 — 1359)
    - Гапи Маламо I (Мухаммад Бакар), султан (1359 — 1372)
- Ирак —
  -  Джалаириды — Увейс I, султан (1356 — 1374)
- Иран —
  -  Афрасиябы[англ.] — 
    - Кийя Афрасияб, эмир[англ.] (1349 — 1359)
    - в 1359 году смещены Мараши

  -  Мараши[англ.] — Мир Бузург, эмир[англ.] (1359 — 1362)
  -  Музаффариды — Шах-Шуджа, эмир (1358 — 1364, 1366 — 1384)
  -  Падуспаниды — 
    - Эскандар II, малек (1333 — 1359)
    - Фахр ал-Доула Шах-Гази, малек (1359 — 1378)

  -  Сербедары — Лутф Алла, эмир (1347 — 1348, 1356 — 1361)
  -  Хазараспиды — Шамс аль-Дин Пашанг, атабек (1355 — 1378)
- Йемен —
  -  Расулиды — Аль-Муджахид Али, эмир (1322 — 1363)
- Картиды — Муизз уд-Дин Хусайн ибн Гийас уд-Дин, султан (1332 — 1370)
- Кедах — Ибрагим Шах, султан[англ.] (1321 — 1373)
- Киликийское царство — Костандин IV, царь (1344 — 1362)
- Кипрское королевство — Пётр I, король (1358 — 1369)
- Кхмерская империя (Камбуджадеша) — Сорьявонг, царь[англ.] (1357 — 1363)
- Корея (Корё)  — Конмин, ван (1351 — 1374)
- Лансанг  — Фа Нгум, король (1353 — 1373)
- Лемро — Мин Хти, царь[англ.] (1279 — 1373)
- Мальдивы — Хадижах, султан (1347 — 1363)
- Михрабаниды[англ.] — Изз аль-Дин, малик[англ.] (1352 — 1380)
- Монгольская империя — 
  - Золотая Орда (Улус Джучи) — 
    - Бердибек, хан (1357 — 1359)
    - Кульпа, хан (1359 — 1360)

  - Китай (Империя Юань) — Тогон-Тэмур, император (1333 — 1368)
  - Чагатайский улус — Абдулла, эмир (1358 — 1359)
    - Мавераннахр — Буян Сулдус, хан (1358 — 1360)
    - Могулистан — Тоглук-Тимур, хан (1347 — 1362/1363)
- Мьянма — 
  - Мяньчжун — Узана, царь (1325 — 1369)
  - Пинья — 
    - Киосва II, царь[англ.] (1350 — 1359)
    - Нарату, царь[англ.] (1359 — 1364)

  - Сикайн — Минбьяук Тихапат, царь[англ.] (1352 — 1364)
  - Хантавади — Бенья У, царь[англ.] (1348 — 1384)
- Рюкю — 
  - Нандзан — Офусато, ван (1314 — 1398)
  - Тюдзан — Сатто, ван (1355 — 1397)
  - Хокудзан — Хандзи, ван (1314 — 1395)
- Сингапура[англ.] — Викрама Вира, раджа[англ.] (1347 — 1362)
- Таиланд — 
  - Аютия — Рама Тибоди I, король (1351 — 1369)
  - Ланнатай — Куе На, король[англ.] (1355 — 1385)
  - Сукхотаи (Сиам) — Литхай (Таммарача I), король (1347 — 1368)
- Тибет — Джанчуб Гьялцен, типон[англ.] (1354 — 1364)
- Трапезундская империя — Алексей III, император (1349 — 1390)
- Тямпа — Ча Хоа Бо Зе, царь (1342 — 1360)
- Ширван — Кавус ибн Кей Кубад, ширваншах (1348 — 1372)
- Шри-Ланка — 
  - Гампола[англ.] — 
    - Паракрамабаху V, царь (1344/1345 — 1357/1359)
    - Викрамабаху III, царь (1357/1359 — 1372/1374)

  - Джафна — Кунапушана Синкайярийян, царь[фр.] (1348 — 1371)
- Япония — 
  - Нориёси (император Го-Мураками), император (1339 — 1368)
  - Северный Двор — Ияхито (император Го-Когон), император (1352 — 1371)
  - Сёгунат Муромати — Асикага Ёсиакира, сёгун (1358 — 1367)

## Америка
- Аскапоцалько — Тесосомок, тлатоани (1343 — 1426)
- Куско — Инка Рока, сапа инка (1350 — 1380)
- Тескоко — Течотлалацин, тлатоани (1357 — 1409)

## Африка
- Абдальвадиды (Зайяниды) — Абу Хамму II, султан (1359 — 1360, 1360 — 1370, 1372 — 1383, 1384 — 1387, 1387 — 1389)
- Бенинское царство — Оэн, оба[англ.] (1329 — 1366)
- Варсангали[англ.] — Мохамуд I, султан[англ.] (1355 — 1375)
- Вогодого — Кундумие, нааба (ок. 1350 — ок. 1380)
- Джолоф — Ндиадиан Н'Дайе, буур-ба[англ.] (ок. 1350 — ок. 1370)
- Египет (Мамлюкский султанат) — Аль-Хасан ан-Насир, султан (1347 — 1351, 1354 — 1361)
- Йифат — Кат-Али ибн Сабр аль-Дин, султан (ок. 1354 — ок. 1360)
- Канем — Идрисс I ибн Ибрахим, маи (1353 — 1376)
- Кано[англ.] — Яджи I, король[англ.] (1349 — 1385)
- Килва — Хусейн ибн Сулейман аль-Матюн, султан (1356 — 1362)
- Мали — Сулейман, манса (1341 — 1360)
- Мариниды — 
  - Абу Бакр ибн Фарис, султан (1358 — 1359)
  - Абу Салим Ибрагим ибн Али, султан (1359 — 1361)
- Нри[англ.] — Джиофо I, эзе[англ.] (1300 — 1390)
- Свазиленд — Нкоси I, вождь (ок. 1355 — ок. 1400)
- Хафсиды — Ибрахим II, халиф (1350 — 1369)
- Эфиопия — Сэйфэ-Арыд, император (1344 — 1372)

## Европа
- Албания
  - Ангелокастрон и Лепанто — Гин Буа Шпата, деспот (1358 — 1374)
  - Артский деспотат — Петер Лоша, деспот (1358 — 1374)
  - Валонский деспотат — Иван Комнин Асень, деспот (1346 — 1363)
  - Музаки — Андреа II Музаки, князь (1335 — 1372)
- Англия — Эдуард III, король (1327 — 1377)
- Афинское герцогство — Федериго III Сицилийский, герцог (1355 — 1377)
- Ахейское княжество — Роберт Тарентский, князь (1332 — 1364)
- Болгарское царство — Иван Александр, царь (1331 — 1371)
- Валахия — Николае I Александру, господарь (1352 — 1364)
- Венгрия — Лайош (Людовик) I Великий, король (1342 — 1382)
  - Босния — Твртко I, бан (1353 — 1366, 1367 — 1377)
  - Молдавское княжество — Богдан I, господарь (1359 — 1365)
- Византийская империя — Иоанн V Палеолог, император (1341 — 1376, 1379 — 1390, 1390 — 1391)
- Дания — Вальдемар IV Аттердаг, король (1340 — 1375)
- Зета — Балша I, господарь (1356 — 1362)
- Ирландия —
  - Десмонд — 
    - Кормак Маккарти, король (1326 — 1359)
    - Домналл Ог Маккарти, король (1359 — 1390)

  - Коннахт — без короля (1343 — 1368)
  - Тир Эогайн — Аод Реамайр мак Домнайлл, король (1345 — 1364)
  - Томонд — Диармайт мак Тойрделбайг O’Брайен, король (1350 — 1360)
- Испания —
  - Ампурьяс — Рамон Беренгер, граф (1341 — 1364)
  - Арагон — Педро IV Церемонный, король (1336 — 1387)
  - Гранадский эмират — 
    - Мухаммад V аль-Гани, эмир (1354 — 1359, 1362 — 1391)
    - Исмаил II ибн Юсуф, эмир (1359 — 1360)

  - Кастилия и Леон — Педро I Жестокий, король (1350 — 1369)
  - Наварра — Карл II Злой, король (1349 — 1387)
  - Пальярс Верхний — Уго Роже I, граф (1350 — 1366)
  - Прованс — Джованна (Иоанна) I, графиня (1343 — 1382)
  - Урхель — Педро II, граф (1347 — 1408)
- Италия —
  - Венецианская республика — Джованни Дольфин, дож (1356 — 1361)
  - Генуэзская республика — Симон Бокканегра, дож (1339 — 1344, 1356 — 1363)
  - Мантуя — Лудовико I Гонзага, народный капитан и сеньор (1328 — 1360)
  - Милан — 
    - Галеаццо II Висконти, синьор (1354 — 1378)
    - Бернабо Висконти, синьор (1354 — 1385)

  - Монферрат — Джованни II, маркграф (1338 — 1372)
  - Салуццо — Фредерико II, маркграф (1357 — 1396)
  - Неаполитанское королевство — Джованна I, королева (1343 — 1382)
  - Сицилийское королевство — Федериго III, король (1355 — 1377)
  - Феррара и Модена — Альдобрандино III д’Эсте, маркиз (1352 — 1361)
- Литовское княжество — Ольгерд, великий князь (1345 — 1377)
  -  Киевское княжество — Федор Иванович, князь (ок. 1331 — ок. 1362)
- Мэн — Уильям II Монтегю, король (1344 — 1393)
- Наксосское герцогство — Джованни I Санудо, герцог (1341 — 1361)
- Норвегия — Хокон VI Магнуссон, король (1343 — 1380)
- Островов королевство — Джон I Макдональд, король Островов и Кинтайра (1318 — 1386)
- Папская область — Иннокентий VI, папа римский (1352 — 1362)
- Польша — Казимир III Великий, король (1333 — 1370)
  - Гневкоское княжество — Владислав Белый, князь (1347/1350 — 1364)
  - Мазовецкое княжество — 
    - Варшавское княжество — Земовит III, князь[англ.] (1355 — 1373/1374)
    - Равское княжество — Земовит III, князь[пол.] (1345 — 1381)
    - Черское княжество — Земовит III, князь[англ.] (1341 — 1373/1374)
- Португалия — Педру I Справедливый, король (1357 — 1367)
- Русские княжества — 
  -  Владимиро-Суздальское княжество — Иван II Иванович Красный, великий князь Владимирский (1353 — 1359)
    -  Белозерское княжество — Фёдор Романович, князь (ок. 1339 —  1380)
    -  Галич-Мерское княжество — Иван Федорович, князь (ок. 1335 — ок. 1360)
    -  Дмитровское княжество — Дмитрий Борисович, князь (1334 — ок. 1363)
    -  Московское княжество — 
      - Иван II Иванович Красный, князь (1353 — 1359)
      - Дмитрий Иванович Донской, князь (1359 — 1389)

    -  Нижегородско-Суздальское великое княжество — Андрей Константинович, князь (1355 — 1365)
      -  Городецкое княжество — Борис Константинович, князь (1355 — 1387)
      -  Суздальское княжество — Дмитрий Константинович, князь (1355 — 1365)

    -  Ростовское княжество — 
      - Константин Васильевич, князь Ростово-Борисоглебский (1320 — 1365)
      - Андрей Федорович, князь Ростово-Усретинский (1331 — 1360, 1364 — 1409)

    -  Стародубское княжество — Иван Федорович, князь (1354 — 1363)
    -  Тверское княжество — Василий Михайлович, князь (1349 — 1368)
      -  Кашинское княжество — Василий Васильевич, князь (1348 — 1362)
      -  Холмское княжество — Всеволод Александрович, князь (1339 — 1364)

    -  Ярославское княжество — Василий Васильевич, князь (1345 — ок. 1380)

  -  Брянское (Черниговское) княжество — Роман Михайлович Молодой, князь (ок. 1356 — ок. 1370, ок. 1375 — ок. 1401)
  -  Галицко-Волынское княжество — 
    -  Волынское княжество — Любарт Гедиминович, князь (1349 — 1366, 1370 — 1383)
    -  Луцкое княжество — Любарт Гедиминович, князь (1323 — 1383)

  -  Новгородское княжество — 
    - Иван II Иванович Красный, князь (1355 — 1359)
    - Дмитрий Константинович Суздальский, князь (1359 — 1363)

  -  Псковское княжество — Евстафий Федорович, князь (1348 — 1356, 1358 — 1360)
  -  Рязанское княжество — Олег Иванович, князь (1350 — 1371, 1372 — 1402)
  -  Смоленское княжество — 
    - Иван Александрович, князь (1313 — 1359)
    - Святослав Иванович, князь (1359 — 1386)
- Священная Римская империя — Карл IV Чешский, император Священной Римской империи, король Германии (1355 — 1378)
  - Австрия — 
    - Рудольф IV, герцог (1358 — 1365)
    - Фридрих III, герцог (1358 — 1362)

  - Ангальт — 
    - Ангальт-Бернбург — Генрих IV, князь (1354 — 1374)
    - Ангальт-Цербст — 
      - Альбрехт II, князькнязь (1316 — 1362)
      - Вальдемар I, князькнязь (1316 — 1368)

  - Бавария — 
    - Верхняя Бавария — Людвиг V, герцог (1349 — 1361)
    - Бавария-Ландсхут — Стефан II, герцог (1353 — 1375)
    - Бавария-Штраубинг — 
      - Вильгельм I, герцог (1353 — 1388)
      - Альбрехт, герцог (1353 — 1404)

  - Баден — Рудольф VI, маркграф (1353 — 1372)
    - Баден-Пфорцхайм — Рудольф V, маркграф (1348 — 1361)
    - Баден-Хахберг — Генрих IV, маркграф (1330 — 1369)

  - Бар — Роберт I, герцог (1354 — 1411)
  - Берг — Маргарита, графиня (1348 — 1380)
  - Брабант и Лимбург — Жанна, герцогиня (1355 — 1406)
  - Бранденбург — 
    - Людвиг II (Людвиг VI Баварский), курфюрст (1356 — 1365)
    - Оттон VII Ленивый (Оттон V Баварский), маркграф (1351 — 1365)

  - Брауншвейг — 
    - Брауншвейг-Вольфенбюттель — Магнус I, герцог (1318 — 1369)
    - Брауншвейг-Гёттинген[англ.] — Эрнест I, герцог[нем.] (1344 — 1367)
    - Брауншвейг-Грубенхаген — 
      - Эрнест I, герцог (1322 — 1361)
      - Вильгельм, герцог (1322 — 1360)

    - Брауншвейг-Люнебург — 
      - Оттон III, герцог (1330 — 1369)
      - Вильгельм II, герцог (1330 — 1369)

  - Вальдек — Отто II, граф (1344 — 1369)
  - Вюртемберг — 
    - Эберхард II Сварливый, граф (1344 — 1392)
    - Ульрих IV, граф (1344 — 1362)

  - Гелдерн — Рейнальд III Толстый, герцог (1343 — 1371)
  - Гессен — Генрих II Железный, ландграф (1328 — 1376)
  - Голландия — Виллем V (Вильгельм I Баварский), граф (1354 — 1388)
  - Гольштейн — 
    - Гольштейн-Киль[англ.] — 
      - Иоанн III Мирный, граф (1316 — 1359)
      - Адольф VII, граф (1359 — 1390)

    - Гольштейн-Пиннеберг — Адольф VIII, граф (1354 — 1370)
    - Гольштейн-Плён[англ.] — 
      - Иоанн III Мирный, граф (1350 — 1359)
      - Адольф VII, граф (1359 — 1390)

    - Гольштейн-Рендсбург[англ.] — 
      - Генрих II, граф (1340 — 1384)
      - Николас, граф (1340 — 1397)

  - Кёльнское курфюршество — Вильгельм фон Геннек, курфюрст (1349 — 1362)
  - Клеве — Иоанн, граф (1347 — 1368)
  - Лотарингия — Жан I, герцог (1346 — 1390)
  - Лужицкая (Саксонская Восточная) марка — 
    - Людвиг III (Людвиг VI Баварский), маркграф (1351 — 1365)
    - Оттон II Ленивый (Оттон V Баварский), маркграф (1351 — 1367)

  - Люксембург — Венцель I, герцог (1353 — 1383)
  - Майнцское курфюршество — Герлах фон Нассау, курфюрст (1356 — 1371)
  - Марк — Энгельберт III, граф (1347 — 1391)
  - Мейсенская марка — 
    - Фридрих III Строгий, маркграф (1349 — 1381)
    - Балтазар, маркграф (1349 — 1382)

  - Мекленбург — Альбрехт II, герцог (1348 — 1379)
    - Верле-Варен — Бернхард II, князь (1347 — 1382)
    - Верле-Гольдберг — Иоганн IV, князь (1354 — 1374)
    - Верле-Гюстров — Николай III, князь (1347 — ок. 1360)

  - Монбельяр — Генрих I де Монфуко, граф (1332 — 1367)
  - Намюр — Гильом I, маркграф (1337 — 1391)
  - Нассау — 
    - Нассау-Байлштайн[нем.] — Генрих I, граф (1343 — 1388)
    - Нассау-Вейльбург — Иоганн I, граф (1344 — 1371)
    - Нассау-Висбаден-Идштайн[нем.] — Адольф I, граф (1355 — 1370)
    -  Нассау-Дилленбург[англ.] — Иоганн I, граф (1351 — 1416)
    - Нассау-Зонненберг — Руперт, граф[нем.] (1355 — 1390)
    -  Нассау-Хадамар[нем.] — 
      - Иоганн, граф (1334 — 1365)
      - Эмих II, граф (1337 — 1359)

  - Ольденбург — Конрад II, граф (1347 — 1401)
  - Померания — 
    - Померания-Вольгаст — 
      - Богуслав V Великий, герцог (1326 — 1368)
      - Барним IV, герцог (1326 — 1365)
      - Вартислав V, герцог (1326 — 1368)

    - Померания-Щецин — Барним III Великий, герцог (1344 — 1368)

  - Рейнский Пфальц — Рупрехт I, курфюрст (1356 — 1390)
  - Саарбрюккен — Иоганн II, граф (1342 — 1381)
  - Савойя — Амадей VI Зеленый, граф (1343 — 1383)
  - Саксония — 
    - Саксен-Виттенберг — Рудольф II, курфюрст (1356 — 1370)
    - Саксен-Бергедорф-Мёльн — Альбрехт V, герцог (1356 — 1370)
    - Саксен-Ратцебург-Лауэнбург — Эрих II, герцог (1338 — 1368)

  - Тироль — Маргарита Маульташ, графиня (1335 — 1365)
  - Трирское курфюршество — Боэмунд II фон Саарбрюккен, курфюрст (1354 — 1362)
  - Тюрингия — 
    - Фридрих III Строгий, ландграф (1349 — 1381)
    - Балтазар, ландграф (1349 — 1406)
    - Вильгельм I Одноглазый, ландграф (1349 — 1382)

  - Хахберг-Заузенберг — Рудольф III, маркграф (1352 — 1428)
  - Чехия — Карл I, король (1346 — 1378)
    - Моравская марка — Ян Йиндржих, князь (1349 — 1375)
    - Силезские княжества —
      - Бжегское княжество — 
        - Болеслав II Малый, князь (1358 — 1368)
        - Людвик Бжегский, князь (1358 — 1398)

      - Бытомское княжество — 
        - Пшемыслав I Носак, князь (1358 — 1405)
        - Конрад I Олесницкий, князь (1357 — 1366)

      - Глогувское княжество — Генрих V Железный, князь (1349 — 1369)
      - Зембицкое княжество — 
        - Болеслав III Зембицкий, князь (1358 — 1410)
        - Генрих I Зембицкий, князь (1358 — 1366)

      - Легницкое княжество — Вацлав I Легницкий, князь (1342 — 1364)
      - Немодлинское княжество — Болеслав Немодлинский, князь (1313 — 1362/1365)
      - Олесницкое княжество — Конрад I Олесницкий, князь (1321 — 1366)
      - Опольское княжество — 
        - Владислав Опольчик, князь (1356 — 1401)
        - Болеслав III Опольский, князь (1356 — 1370)
        - Генрих Опольский, князь (1356 — 1365)

      - Освенцимское княжество — Ян I Схоластик, князь (1321/1324 — 1372)
      - Ратиборско-опавское княжество — Микулаш II Опавский, князь (1337 — 1365)
      - Саганское (Жаганьское) княжество — Генрих V Железный, князь (1342 — 1369)
      - Свидницкое княжество —  Болеслав II Малый, князь (1326 — 1368)
      - Стрелецкое княжество — Альбрехт Стрелецкий, князь[пол.](1323 — 1375)
      - Сцинавское княжество — Ян Сцинавский, князь[пол.] (1317 — 1365)
      - Тешинское (Цешинское) княжество — Пшемыслав I Носак, князь (1358 — 1410)
      - Яворское княжество — Болко II Малый, князь (1346 — 1368)

  - Шлезвиг — Вальдемар V, герцог[англ.] (1325 — 1326, 1330 — 1364)
  - Эно (Геннегау) — Гильом V (Вильгельм I Баварский), граф (1356 — 1388)
  - Юлих — Вильгельм I, герцог (1356 — 1361)
- Сербия — Стефан Урош V, царь сербов и греков (1355 — 1371)
- Тевтонский орден — Винрих фон Книпроде, великий магистр (1351 — 1382)
  - Ливонский орден — Госвин фон Херике, ландмейстер (1345 — 1359)
- Франция — Иоанн II Добрый, король (1350 — 1364)
  - Арманьяк — Жан I, граф (1319 — 1373)
  - Блуа — Людовик II де Шатильон, граф (1346 — 1372)
  - Бретань — 
    - Жан V де Монфор, герцог (1345 — 1399)
    - Карл де Блуа-Шатильон, герцог (1341 — 1364)

  - Бургундия (герцогство) — Филипп I Руврский, герцог (1350 — 1361)
  - Бургундия (графство) и Артуа — Филипп I Руврский, граф (1347 — 1361)
  - Невер — Людовик III, граф (1346 — 1384)
  - Овернь и Булонь — Жанна I, графиня (1332 — 1360)
  - Фландрия — Людовик II Неверский, граф (1346 — 1384)
  - Фуа — Гастон III, граф (1343 — 1391)
- Швеция — Магнус II Эрикссон, король (1319 — 1364)
- Шотландия — Давид II, король (1329 — 1332, 1336 — 1371)
- Эпирское царство — 
  - Никифор II Орсини, царь (1335 — 1337, 1356 — 1359)
  - Симеон Синиша Неманич, царь (1359 — 1366)

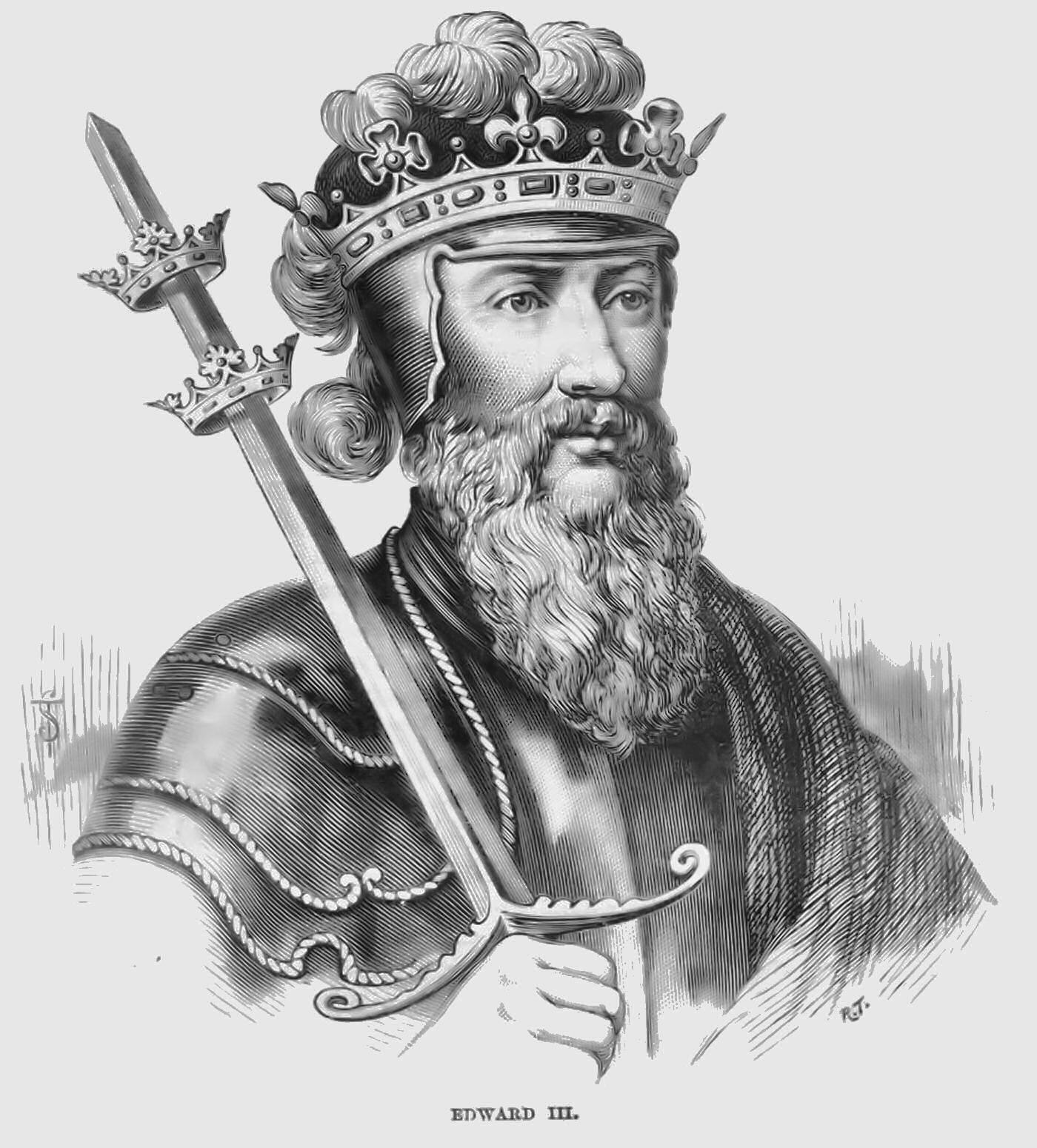
Эдуард III 1327-1377 Король Англии
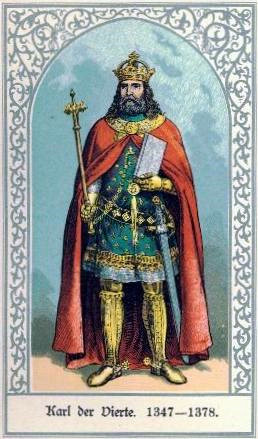
Карл IV 1355-1378 Император Священной Римской империи, король Чехии
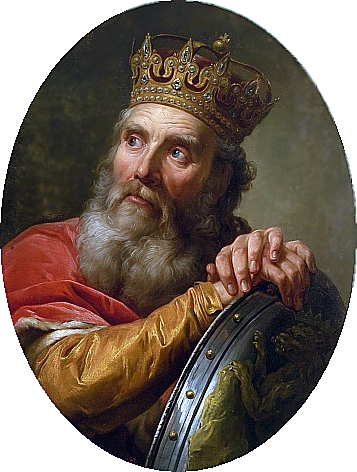
Казимир III Великий 1333-1370 Король Польши
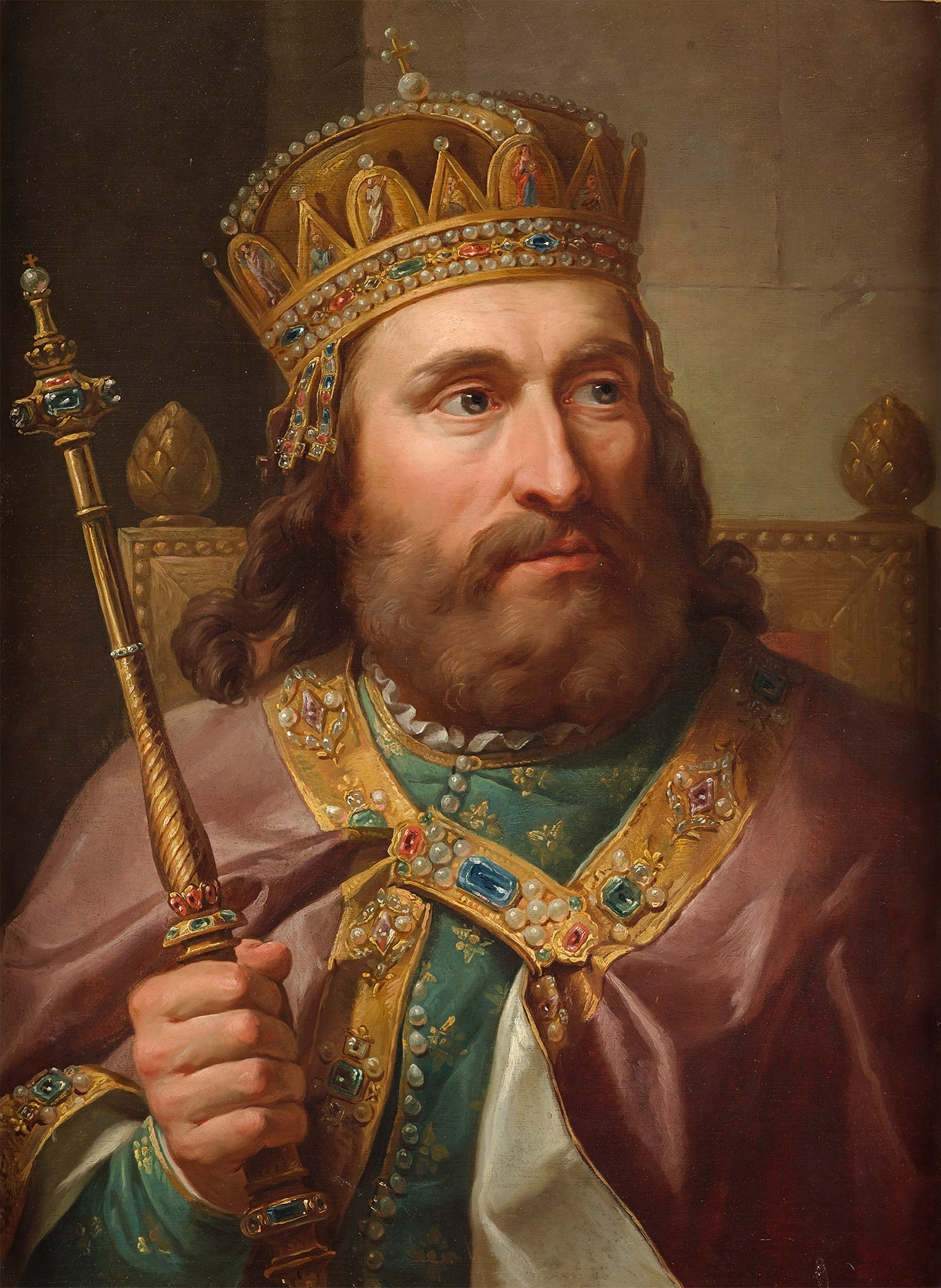
Лайош (Людовик) I Великий 1342-1382 Король Венгрии
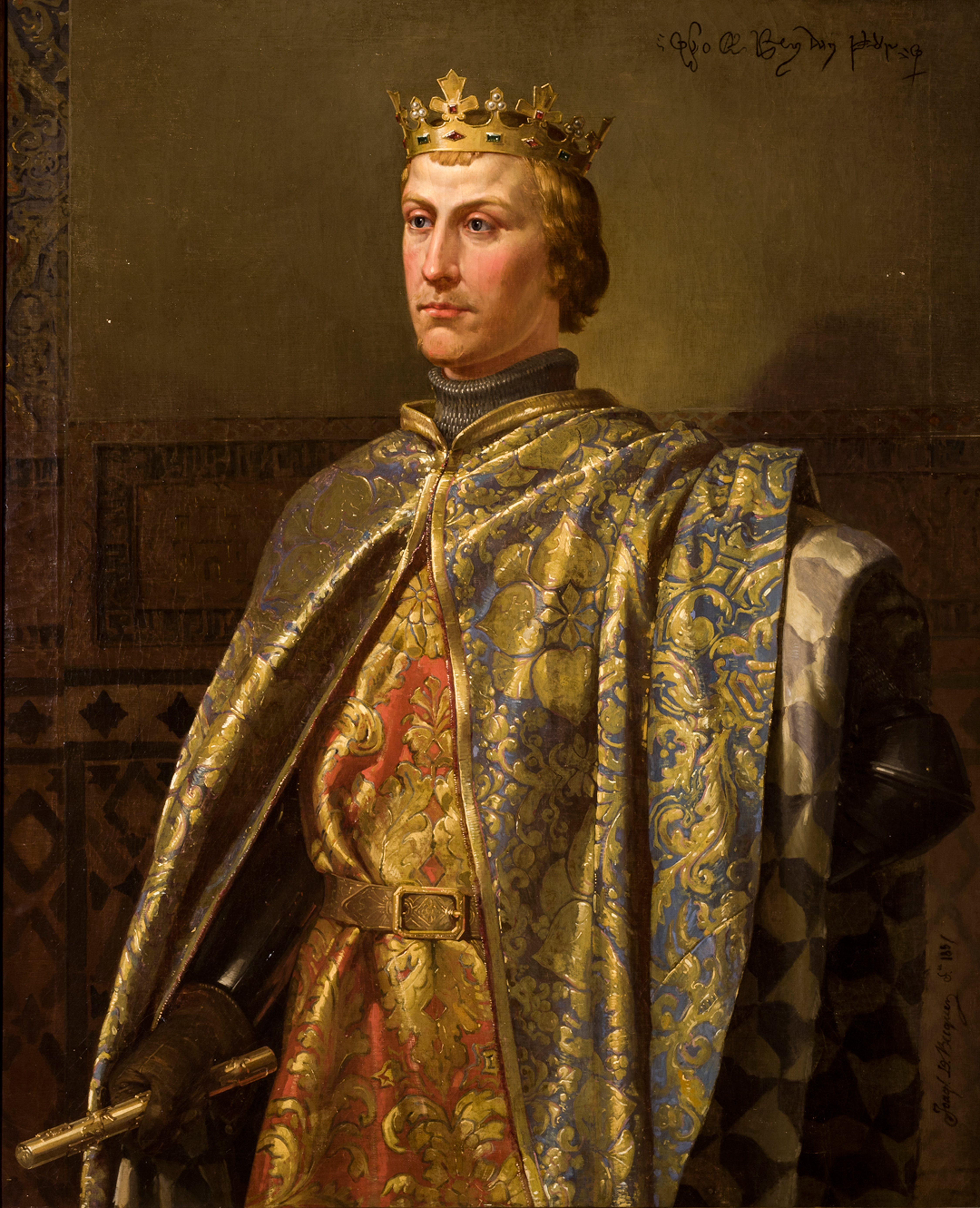
Педро I Жестокий 1350-1369 Король Кастилии и Леона
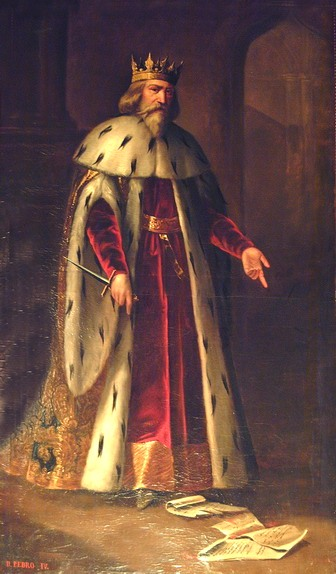
Педро IV 1336-1387 Король Арагона
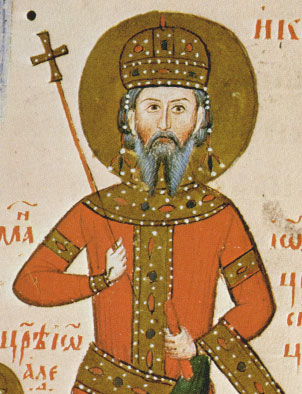
Иван-Александр 1331-1371 Царь Болгарии
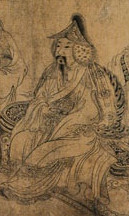
Тогон-Тэмур 1333-1368 Император Юань
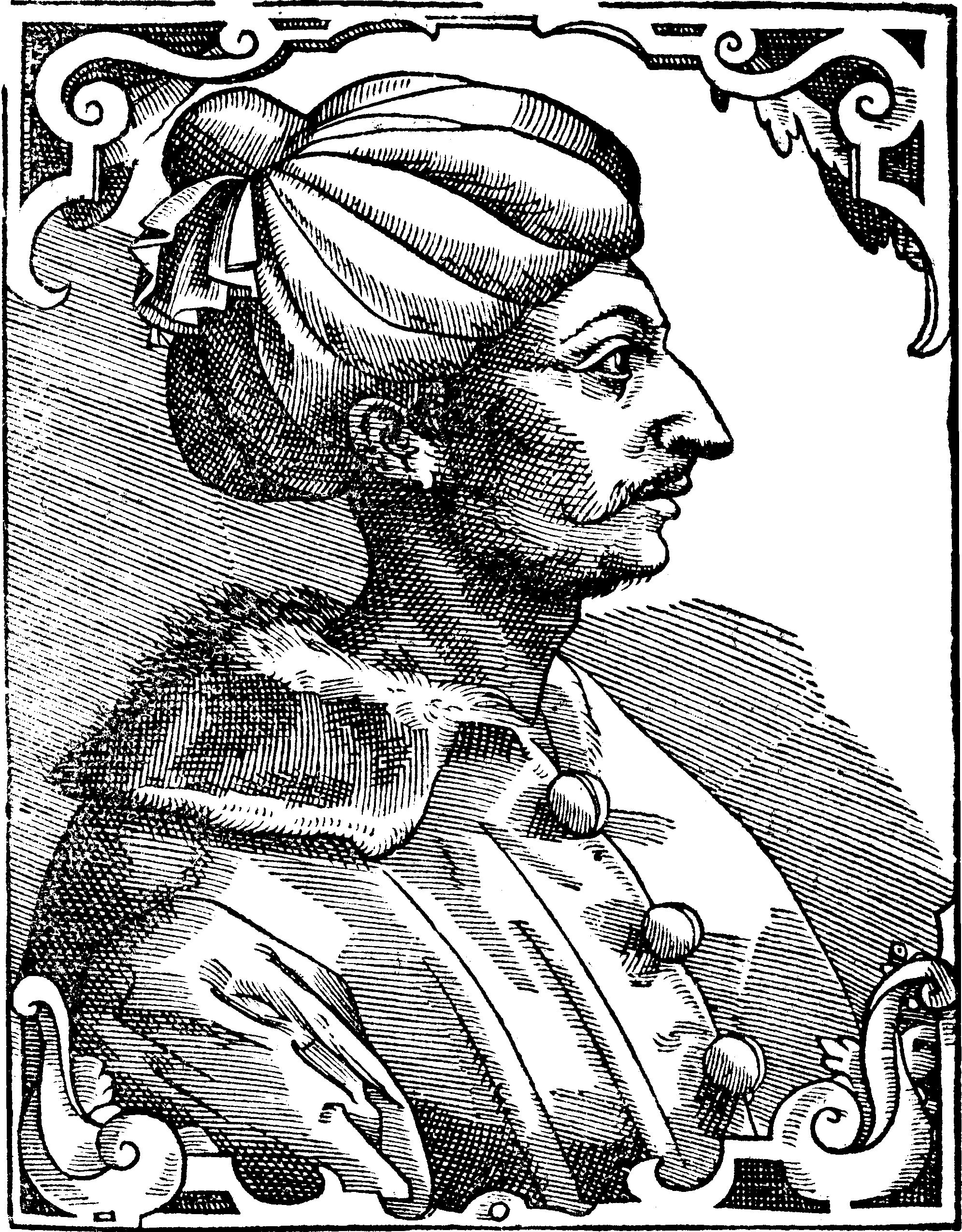
Орхан I 1326-1359 Улубей османов
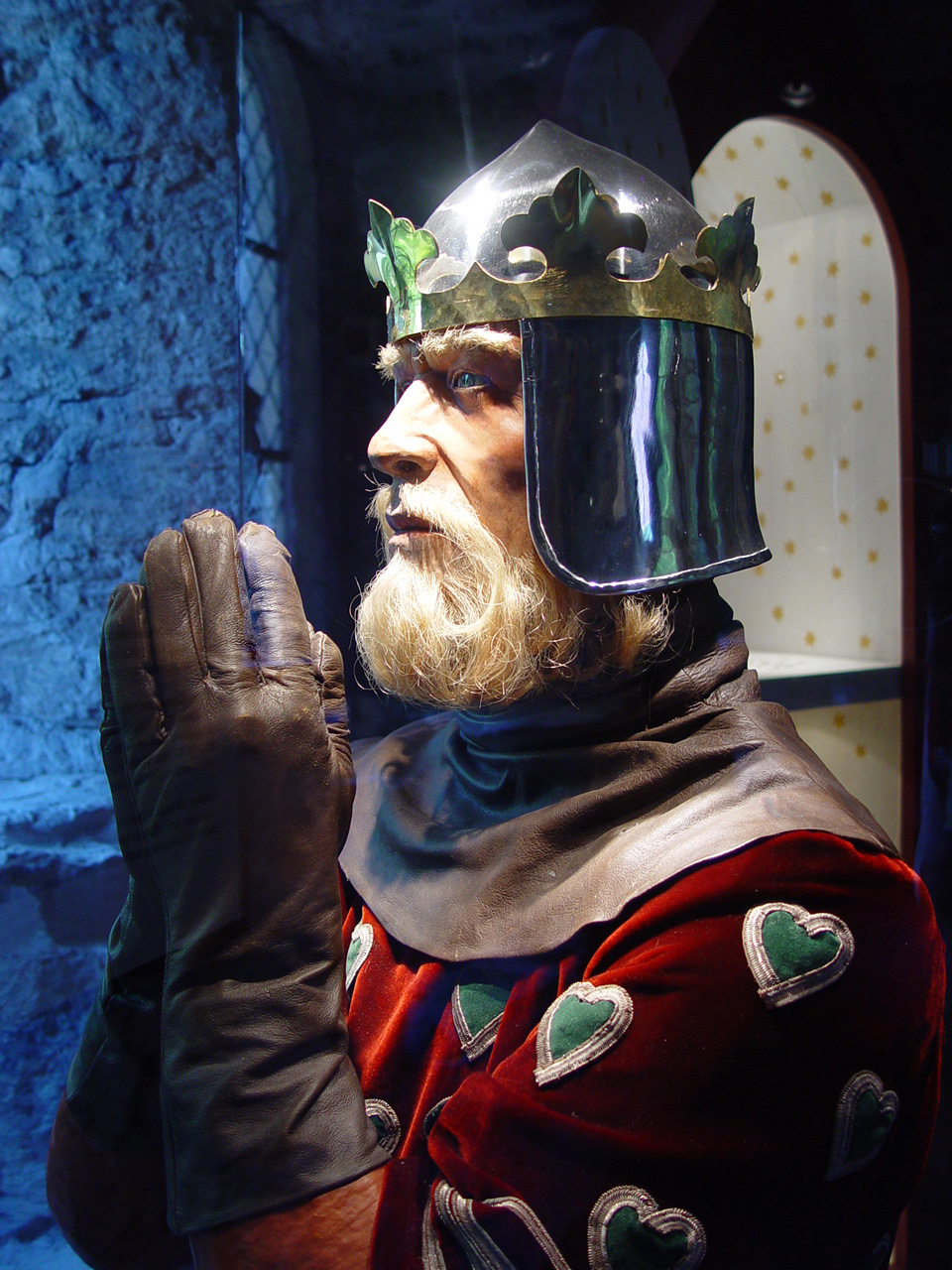
Вальдемар IV Аттердаг 1340-1375 Король Дании
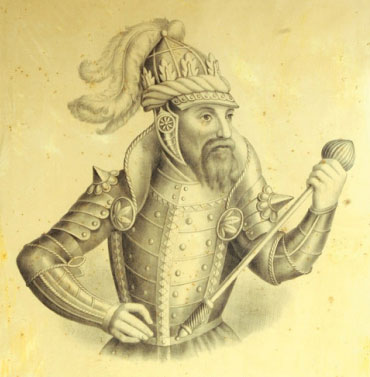
Ольгерд 1345-1377 Великий князь Литовский
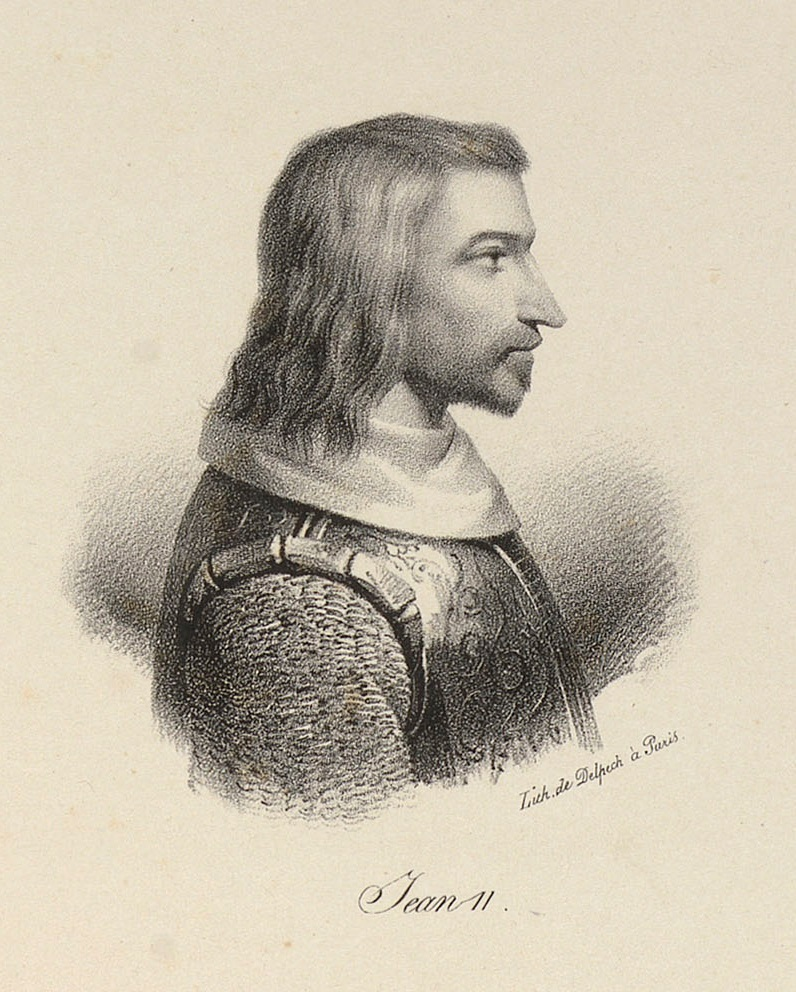
Иоанн II Добрый 1350-1364 Король Франции
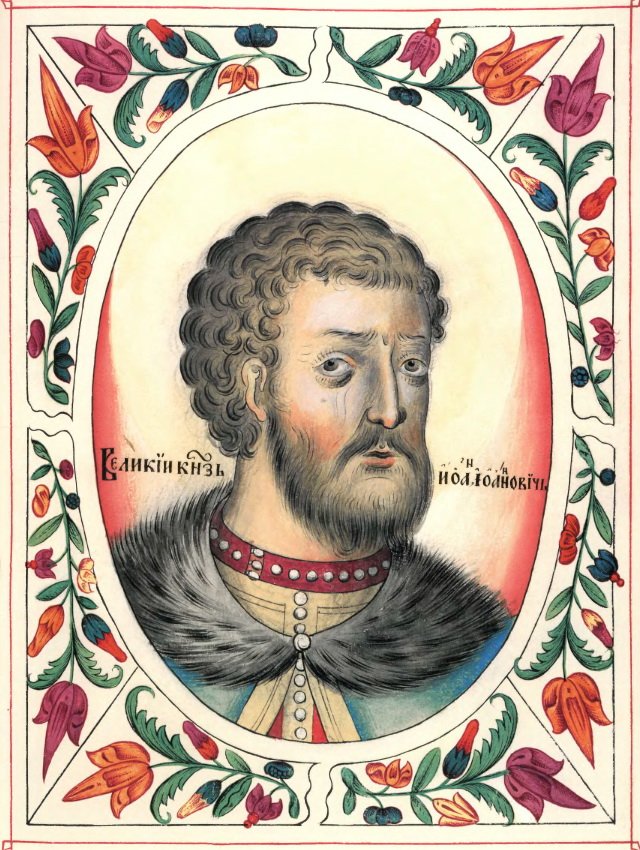
Иван II Красный 1353-1359 Великий князь Владимирский
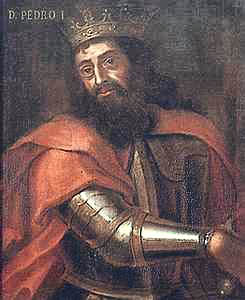
Педру I Справедливый 1357-1367 Король Португалии
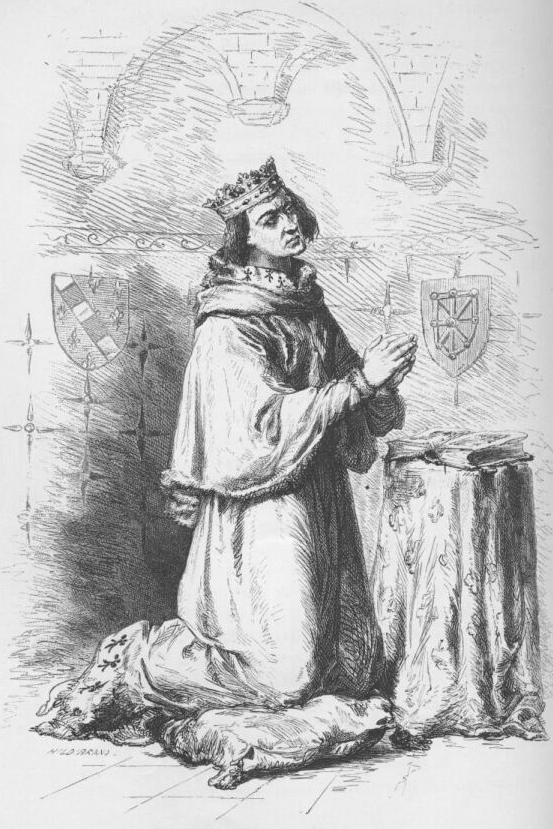
Карл II Злой 1349-1387 Король Наварры
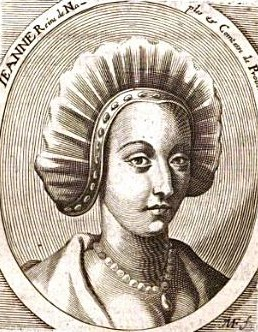
Джованна I 1343-1382 Королева Неаполя
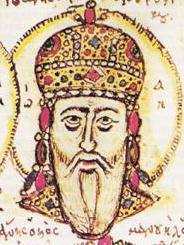
Иоанн V 1341-1376,1379-1391 Император Византии
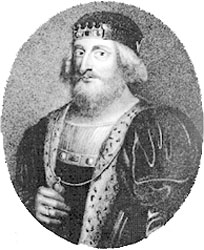
Давид II 1329-1332, 1336-1371 Король Шотландии
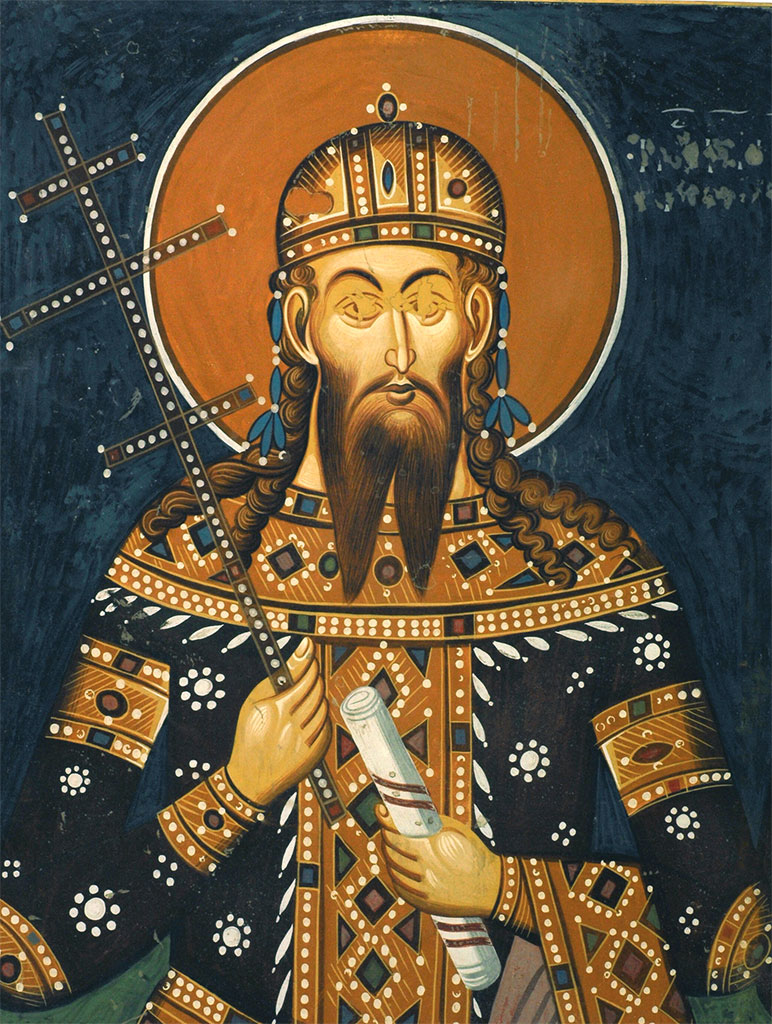
Стефан Урош V 1355-1371 Король сербов и греков
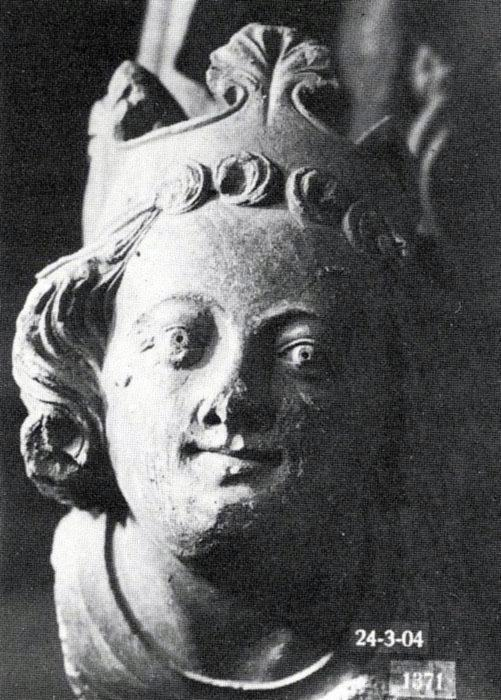
Магнус Эрикссон 1319-1364 Король Швеции
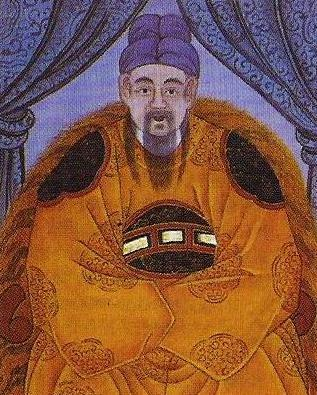
Конмин 1351-1374 Ван Корё
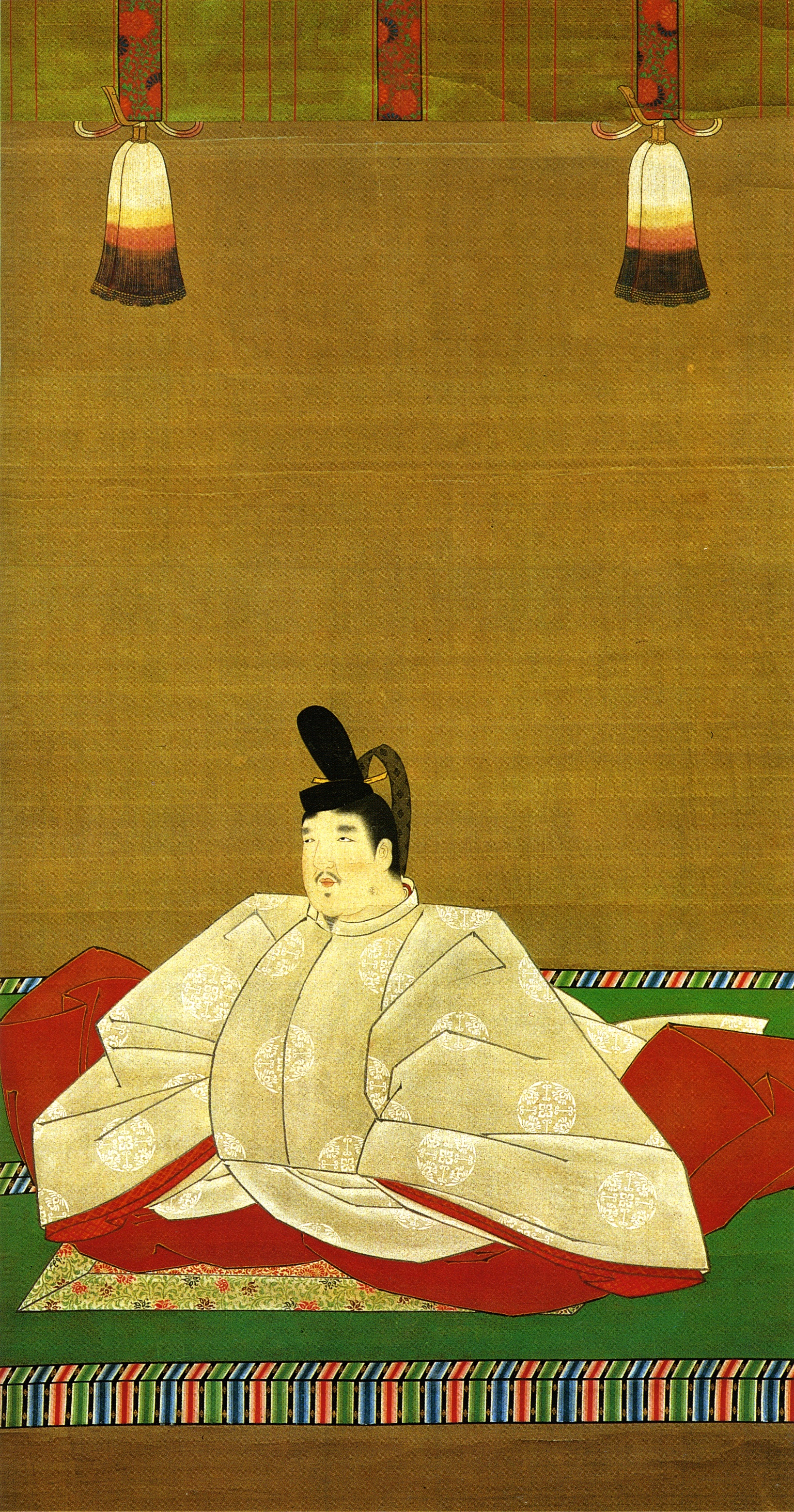
Го-Мураками 1339-1368 Император Японии
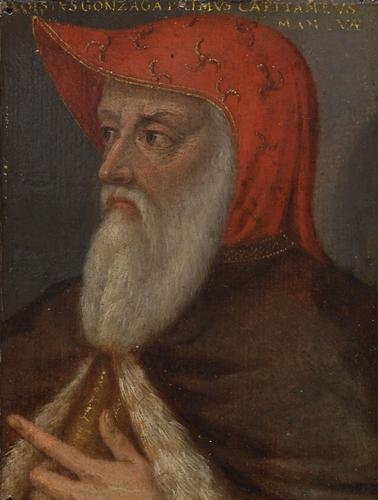
Лудовико I Гонзага 1328-1360 Народный капитан Мантуи
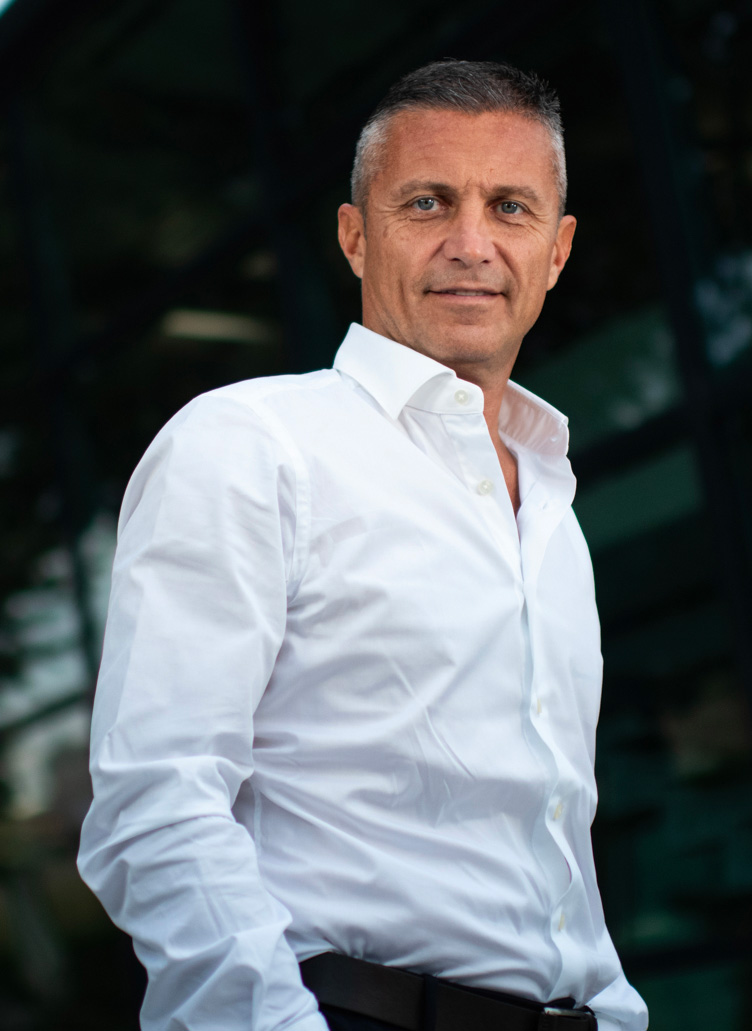
Джованни Дольфин 1356-1361 Дож Венеции
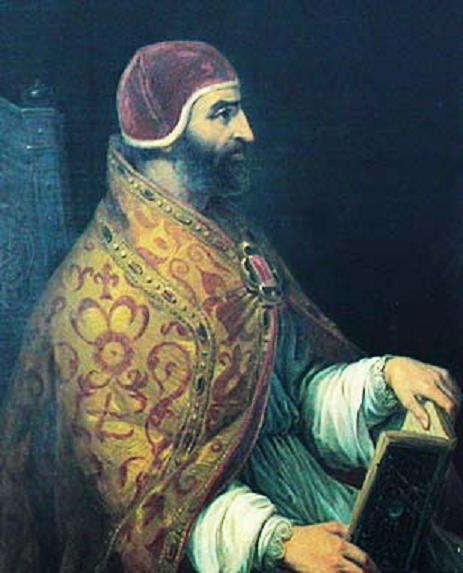
Иннокентий VI 1352-1362 Папа Римский